# Apanteles fakhrulhajiae
Apanteles fakhrulhajiae är en stekelart som beskrevs av Mahdihassan 1925. Apanteles fakhrulhajiae ingår i släktet Apanteles och familjen bracksteklar. Utöver nominatformen finns också underarten A. f. nagoliensis.